# Catamarca (provins)
Provinsen Catamarca (spansk: Provincia de Catamarca) er en provins, som ligger i det nordvestlige Argentina. Hovedstaden hedder San Fernando del Valle de Catamarca, men bliver vanligvis omtalt som Catamarca. Provinsen har et areal på 102.602 km2
og en befolkning på ca. 429.562 (2022) indbyggere. Naboprovinserne er Salta, Tucumán, Santiago del Estero, Córdoba og La Rioja. I vest grænser provinsen mod Chile.

## Næringsliv
Jordbrug er en vigtig indtægtskilde for Catamarca.